# Степань
Сте́пань (укр. Степань) — посёлок, центр Степанского поселкового совета Сарненского района Ровненской области Украины.

## Географическое положение
Посёлок расположен на левом берегу реки Горынь.

## История
Имеет давнюю историю.
В списке середины XVII века в составе Киево-Печерский патерик под редакцией Иосифа Тризны имеется комплекс Туровских уставов, в состав которого входит уставная грамота о поставлении Туровской епископии, согласно которой князь великий киевский Василий (Владимир Святославич) в лето 6513 (1005) года придал Туровской епископии вместе с другими городами и Степан.
Упоминается в летописном «Списке русских городов дальних и ближних».
В ходе распада Киевской Руси в XIII веке Степань стала центром удельного Степаньского княжества.
В XIX веке Степань являлась местечком Ровенского уезда Волынской губернии Российской империи.
В январе 1918 года здесь была установлена Советская власть, однако уже в феврале 1918 года поселение оккупировали австро-немецкие войска, которые оставались здесь до ноября 1918 года. В дальнейшем Степань оказалась в зоне боевых действий гражданской войны. После окончания советско-польской войны в соответствии с Рижским мирным договором в 1921—1939 гг. находилась в составе Волынского воеводства Польши, в сентябре 1939 года вошло в состав СССР, в январе 1940 года стало районным центром.
В ходе Великой Отечественной войны с 17 июля 1941 до 14 января 1944 года находился под немецкой оккупацией.
В 1957 году здесь действовали маслозавод, мельница, средняя школа, семилетняя школа, две библиотеки, Дом пионеров и кинотеатр.
В 1960 году село получило статус посёлка городского типа, после расформирования в декабре 1962 года Степанского района вошёл в состав Сарненского района. В 1970е годы основой экономики посёлка являлись предприятия пищевой промышленности.

## Население
В январе 1989 года численность населения составляла 4536 человек.
По состоянию на 1 января 2013 года численность населения составляла 4173 человека.

### Языковой состав
Родной язык населения по данным переписи 2001 года:
| Язык       | Численность, чел. | Доля     |
| ---------- | ----------------- | -------- |
| Украинский | 4 049             | 99,41 %  |
| Другие     | 24                | 0,59 %   |
| Итого      | 4 073             | 100,00 % |

## Транспорт
Находится в 19 км от ж.-д. станции Малынск на линии Ровно — Сарны.

## Местный совет
34560, Ровненская обл., Сарненский р-н, пгт Степань, пл. Независимости, 1.